# Devátý den
Devátý den (německy Der neunte Tag) je německý film z roku 2004, zachycující příběh z druhé světové války, v němž je kněz propuštěn z koncentračního tábora pod podmínkou, že zařídí, aby lucemburská církev podpořila nacisty.
Film režíroval Volker Schlöndorff, v hlavní roli se představil Ulrich Matthes. Natáčelo se v Německu, Lucemburku a v Čechách.
Děj filmu je částečně založen na skutečných událostech, které popsal ve své knize Pfarrerblock 25487 lucemburský kněz Jean Bernard.

## Děj
Lucemburský kněz Henri Kremer, za odbojovou činnost uvězněný v kněžské části koncentračního tábora Dachau, je nečekaně poslán zpět do Lucemburku. Tam se na gestapu dozvídá od Gebhardta, který má jeho záležitost na starost, že dostal pouze devítidenní „dovolenou“ a že bude propuštěn, pokud přiměje místního biskupa ke spolupráci s nacisty. Gebhardt pokračuje v přesvědčování pomocí politických a rádoby teologických argumentů i v dalších dnech a je čím dál nervóznější. Kremera neopouštějí hrůzné vzpomínky na lágr spojené s výčitkami svědomí, odmítá však nabídku svého bratra k útěku za hranice. V katedrále se setkává s biskupovým sekretářem a posléze je přijat samotným biskupem, který spolupracovat odmítá a konečné rozhodnutí nechává na Kremerovi. Tomu Gebhardt nabízí, že propustí některé jeho spolubratry, když vystoupí proti biskupovi s pronacistickým prohlášením za lucemburskou církev. Osmý den však dostává jen prázdné papíry v obálce. Devátý den je Henri Kremer opět v Dachau.